# Sun Jin Shun
Sun Jin Shun foi um futebolista chinês que participou dos Jogos Olímpicos de Verão de 1936, em Berlim, na primeira vez em que a Seleção Chinesa de Futebol participou do torneio de futebol dos Jogos Olímpicos.